# Деревня Геофизиков
Дере́вня Геофи́зиков (баш. Геофизик) (ранее Посёлок Геофизик) — деревня в Уфимском районе Республики Башкортостан Российской Федерации. Входит в состав Чесноковского сельсовета.

## География

### Географическое положение
Находится у трассы Р-240 Уфа — Оренбург, на повороте к международному аэропорту Уфа.
Расстояние до:
- районного центра (Уфа): 19 км,
- центра сельсовета (Чесноковка): 7 км,
- ближайшей ж/д станции (Уршак): 1 км.

## История
Образован в 1993 году.

## Население
| 2002 | 2009 | 2010 |
| ---- | ---- | ---- |
| 465  | ↗469 | ↗509 |

Национальный состав
Согласно переписи 2002 года, преобладающая национальность — русские (48 %).